# 大野伸
大野 伸（おおの しん）は、日本テレビ放送網報道局ニュースセンター経済部デスク。早稲田大学大学院公共経営研究科修了（公共経営修士）。

## 来歴
- 1996年4月 日本テレビ入社。報道局外報部、社会部などで記者として活動。
- 2003年7月 報道局経済部
- 2007年7月 報道局マルチニュース制作部デスク
- 2008年7月 報道局経済部デスク
- 2013年6月 営業局ネットタイム営業部
- 2016年6月 報道局プロデューサー。
- 2018年12月 報道局統括プロデューサー。
- 2023年6月 現職。

## 主な担当番組
- news every.（#みんなのギモン、木曜日）

## 主な出演番組
- NEWS ZERO
- 日テレNEWS24

## 主な過去の担当番組
- Oha!4 NEWS LIVE（プロデューサー）
- 成功の遺伝史（プロデューサー）
- news every.（統括プロデューサー）